# ゲインズバラ伯爵
ゲインズバラ伯爵（ゲインズバラはくしゃく、Earl of Gainsborough）は、英国貴族の爵位、伯爵。有史以来2度創設されており、第1期はイングランド貴族として、第2期は連合王国貴族爵位として存在した。いずれもノエル家が保持。第1期は6代伯の死去に伴い廃絶したが、彼の死から43年後の1841年に女系子孫であるチャールズ・ノエルがゲインズバラ伯爵（第2期）に再度叙されたことにより、以来彼の子孫が現在まで続いている。

## 歴史

### 第1期（1682年）
ゲインズバラ伯家の祖、バプティスト・ヒックスはロンドンでも高名な織物商であり、長じてタヴィストック＝テュークスベリーの選挙区から英国庶民院議員に選出された。その後1627年に彼はグロスター州カムデンの准男爵の地位を与えられたことを皮切りに、翌年にはウォリック州イルミントンのヒックス男爵、カムデン子爵に叙された。ヒックスの死後に准男爵位は消滅したが、残りの2爵位はその継承条件にヒックスの娘婿エドワード・ノエル及びその子孫の相続を特に認めるものだったため、彼がその後を襲った。またノエル自身もラトランド選挙区から庶民院議員に選出されていた他、爵位を継ぐ12年前の1617年にリドリントンのノエル男爵に叙されていたため、この爵位もカムデン子爵の従属爵位として加わっている。なお彼の死後はその息子バプティストが選挙区を引き継いでいる。
その後、4代子爵エドワードの代で更に位階を進めることになる。 彼はラトランド州やハンプシャー州統監職を歴任し、父より爵位を受け継ぐ1年前にティッチフィールドのノエル男爵に叙された。その翌年には父祖の爵位を継承するとともにゲインズバラ伯爵に昇った。いずれもエドワードの子孫及び彼の父の男子にまで遡っての継承継を認める特別継承権付きのものであり、2代伯ののちは特別継承権に基づいて、彼のいとこである3代伯バプティストが継いだ。
しかし、6代伯ヘンリーの代でいずれの子孫も絶えていたため1798年に彼が死去したことで、6つすべての爵位が廃絶した。
なお、初代伯バティスト・ヒックスの兄であるサー・マイケル・ヒックス（1543年 - 1612年）はその子孫が長じてセント・アルドウィン伯爵に叙されている。

### 第2期（1841年）

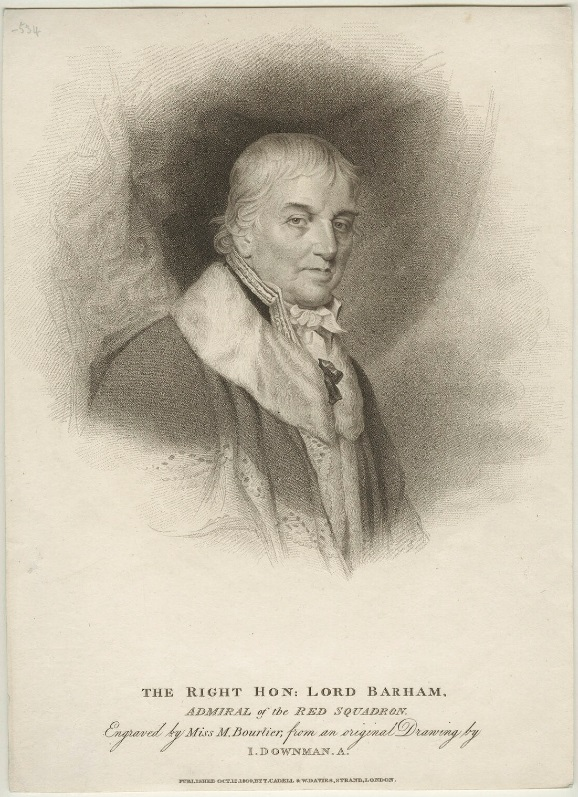
初代バーラム男爵, チャールズ・ミドルトン

イギリス海軍の高名な指揮官で第一海軍卿などを歴任した チャールズ・ミドルトン提督の孫であるチャールズ・ノエルの代で復権に至る。ミドルトン提督はアメリカ独立戦争への従軍、海軍主計局局長を歴任した功で、1781年に海軍の准男爵に叙されたほか、第一海軍卿に就任しイギリス海軍の近代化を進めた。その功績により1805年には連合王国貴族としてケント州バートンコート及びテストンのバーラム男爵位を贈られたのちはトラファルガーの海戦の勝利を見届け勇退した。同時に彼は一代貴族としてもバーラム男爵位を得ている。
なお、バーラム男爵位は孫娘のダイアナ・ノエルにも相続を認める特別継承権つきのもので、以降その流れで爵位は継承された。その後ダイアナの息子3代男爵チャールズの代を迎え、彼は庶民院議員を務めたのち、1841年にラトランド州リドリントンのノエル男爵、グロスター州カムデンのカムデン子爵、さらにリンカーン州におけるゲインズバラ伯爵に叙されるとともに、かつての父祖と同様の爵位を得るに至り、ここに復権を果たした。以後彼の子孫が連綿とその爵位を受け継ぎ、現当主第6代伯爵アンソニー・バティスト・ノエルに至っている。
一族の邸宅はラトランドやエクストンに程近いエクストン・ホールにある。

## 現当主の保有爵位
現当主である第6代ゲインズバラ伯爵アンソニー・バティスト・ノエルは以下の爵位を保有している。
- 第6代ゲインズバラ伯爵(6th Earl of Gainsborough)
(1841年8月16日の勅許状による連合王国貴族爵位)
- 第6代グロスター州カムデンにおけるカムデン子爵(6th Viscount Campden, of Campden in the County of Gloucester)
(1841年8月16日の勅許状による連合王国貴族爵位)
- 第8代ケント州バートンコート及びテストンのバーラム男爵(8th Baron Barham, of Barton Court and Teston in the County of Kent)
(1805年5月1日の勅許状による連合王国貴族爵位)
- 第6代ラトランド州リドリントンのノエル男爵(6th Baron Noel, of Ridlington in the County of Rutland)
(1841年8月16日の勅許状による連合王国貴族爵位)
- 第8代(海軍の)准男爵(8th Baronet, of Navy)
(1781年10月22日の勅許状によるグレートブリテン准男爵位)

## 一覧

### カムデン子爵（1628年）
- 初代カムデン子爵バプティスト・ヒックス（英語版）（1551年 - 1629年）
- 第2代カムデン子爵エドワード・ノエル（?年 - 1643年）
- 第3代カムデン子爵バプティスト・ノエル（英語版）（1612年 - 1682年）
- 第4代カムデン子爵エドワード・ノエル（1641年 - 1689年）（1682年にゲインズバラ伯爵位を創設）

### ゲインズバラ伯；第1期（1682年）

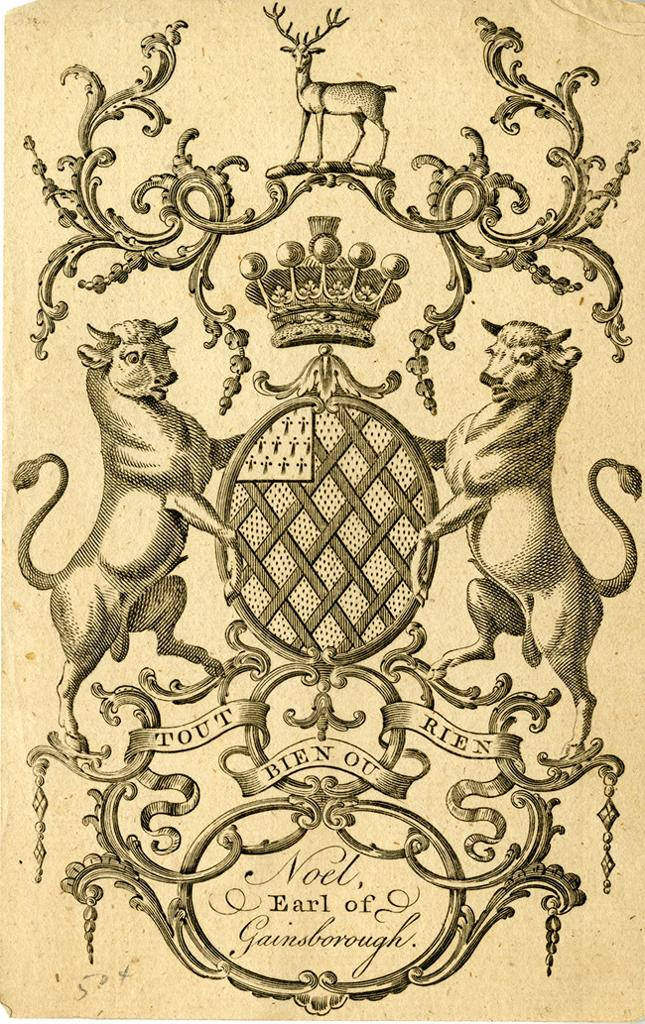
ゲインズバラ伯爵位の紋章 (第1期分)

- 初代ゲインズバラ伯爵エドワード・ノエル（英語版）（1641年 - 1689年）
- 第2代ゲインズバラ伯爵ライオセスリー・ノエル（英語版）（?年 - 1690年）
- 第3代ゲインズバラ伯爵バプティスト・ノエル（英語版）（1684年 - 1714年）
- 第4代ゲインズバラ伯爵バプティスト・ノエル（1708年 - 1751年）
- 第5代ゲインズバラ伯爵バプティスト・ノエル（1740年 - 1759年）
- 第6代ゲインズバラ伯爵ヘンリー・ノエル（1743年 - 1798年） 彼の代でゲインズバラ伯爵廃絶。

### バーラム男爵（1805年）
- 初代バーラム男爵チャールズ・ミドルトン（1726年 - 1813年）
- 第2代バーラム女男爵ダイアナ・ノエル（英語版）（1762年 - 1823年）
- 第3代バーラム男爵チャールズ・ノエル（1781年 - 1866年）（1841年にゲインズバラ伯爵位を創設）

### ゲインズバラ伯；第2期（1841年）
- 初代ゲインズバラ伯爵チャールズ・ノエル（英語版）（1781年 - 1866年）
- 第2代ゲインズバラ伯爵チャールズ・ジョージ・ノエル（英語版）（1818年 - 1881年）
- 第3代ゲインズバラ伯爵チャールズ・ウィリアム・フランシス・ノエル（英語版）（1850年 - 1926年）
- 第4代ゲインズバラ伯爵アーサー・エドワード・ジョセフ・ノエル（英語版）（1884年 - 1927年）
- 第5代ゲインズバラ伯爵アンソニー・ジェラルド・エドワード・ノエル（英語版）（1923年 - 2009年）
- 第6代ゲインズバラ伯爵アンソニー・バティスト・ノエル（英語版）（1950年 -）[2]

法定推定相続人は現当主6代伯の息子カムデン子爵ヘンリー・ロバート・アンソニー・ノエル（1977年 -）